# Trung Á
Trung Á là một vùng của châu Á không tiếp giáp với đại dương. Có nhiều định nghĩa về Trung Á, nhưng không có định nghĩa nào được chấp nhận rộng rãi. Các tính chất chung của vùng đất này có thể kể ra như: vùng này trong lịch sử có Con đường Tơ lụa và có những người dân du mục, bao gồm cả Mông Cổ. Nơi đây từng là điểm trung chuyển hàng hóa giữa Đông Á, Nam Á, Trung Đông và châu Âu. Đôi khi người ta còn gọi nó là vùng Nội Á.

## Diễn biến khái niệm

### Phân định Trung Á
Khái niệm Trung Á có sớm nhất do nhà địa lí học người Đức Alexander von Humboldt đề xuất vào năm 1843. Humboldt cho biết phạm vi địa lí của Trung Á, phía tây bắt đầu từ Biển Caspi, phía đông đến Hưng An Lĩnh, phía nam từ dãy núi Himalaya, phía bắc đến dãy núi Altai.
Các học giả Liên Xô cũ cho biết cụm từ "Trung Á" chuyên chỉ khu vực có sự hiện diện của năm nước cộng hoà gia nhập Liên Xô ở Trung Á gồm: Kazakhstan, Uzbekistan, Kyrgyzstan, Tajikistan và Turkmenistan. Đây cũng là định nghĩa chính thức của Liên Xô, vào thời kì Liên Xô, sự phân định này trên thực tế cũng sử dụng rộng khắp. Tuy nhiên, trong văn hoá Nga, có hai khái niệm liên quan đến Trung Á: một là Средняя Азия (tiếng Anh có thể dịch thành Middle Asia), là khái niệm tương đối hẹp, chỉ khu vực cư trú của người phi Slav nằm ở trung bộ châu Á do Nga thống trị; một cái khác là Центральная Азия (tiếng Anh có thể dịch thành Central Asia), phạm vi khá rộng, chỉ khu vực trung bộ châu Á mà bất luận những khu vực này có từng bị Nga thống trị hay không. Khái niệm thứ hai bao gồm Afghanistan và Đông Turkestan.
Sau khi Liên Xô tan rã, các nhà lãnh đạo của Kyrgyzstan, Uzbekistan, Tajikistan và Turkmenistan - bốn nước độc lập từ Liên Xô cũ, cử hành hội nghị tại Tashkent, tuyên bố khu vực Trung Á cần phải bao gồm Kazakhstan ở trong đó. Kể từ đó, năm nước Trung Á đã trở thành khái niệm của Trung Á được tiếp nhận phổ biến nhất, cụ thể bao gồm Turkmenistan, Uzbekistan, Kyrgyzstan, Tajikistan và Kazakhstan.
Theo định nghĩa được nêu ra bởi UNESCO căn cứ vào khí hậu và phong tục trước khi Liên Xô tan rã không lâu, khái niệm Trung Á còn rộng hơn rất nhiều. Nó bao gồm Mông Cổ, Tây Tạng, Tân Cương và phía tây Nội Mông của Trung Quốc, tỉnh Golestan, Bắc Khorasan và Razavi Khorasan của Iran, Afghanistan, tỉnh Khyber Pakhtunkhwa và Punjab của Pakistan, bộ phận Kashmir do Pakistan kiểm soát (bao gồm Gilgit-Baltistan và Azad Kashmir), bang Punjab của Ấn Độ, bộ phận Kashmir do Ấn Độ kiểm soát (bao gồm Ladakh và Jammu và Kashmir), khu vực có phân bố rừng taiga ở phía nam miền trung đông nước Nga, cùng với năm quốc gia -stan độc lập từ Liên Xô cũ.
Một phương pháp phân định linh hoạt khác là căn cứ vào sắc tộc mà phân chia, tức là khu vực có người Turk và người Đông Iran cư trú. Những khu vực này bao gồm Tân Cương, khu vực sinh sống của các sắc tộc Turk ở miền nam Tây Siberia và năm quốc gia -stan độc lập từ Liên Xô cũ. Ngoài ra còn bao gồm Afghanistan, phía bắc Pakistan, lũng núi Kashmir, Tây Tạng và Ladakh. Trong khái niệm này, tuyệt đại bộ phận cư dân sống ở khu vực nói trên đều là cư dân bản địa. Trung Á có lúc được gọi là Turkestan.
Có một số nơi tuyên bố nằm ở vị trí trung tâm của châu Á về phương diện địa lí, ví dụ như thủ phủ Kyzyl của Cộng hoà Tuva, và làng Vĩnh Tân cách thủ phủ Ürümqi của Tân Cương 320 km về phía bắc.
Một nghiên cứu hợp tác quốc tế của các học giả đến từ bốn châu lục cho thấy, khu vực Trung Á là tuyến đường then chốt của một số cuộc thiên di sớm nhất mà người cổ đại vượt qua châu Á. Khu vực thảo nguyên, bán khô hạn và sa mạc từng cung cấp môi trường thuận lợi cho người cổ đại và quá trình thiên di của họ hướng về lục địa Á-Âu.

### Vị trí và đặc trưng địa lí tự nhiên
| Vị trí        | Nằm ở trung bộ lục địa Á - Âu, cách biển và đại dương khá xa.                                                                                  |
| Dòng sông     | Phần lớn là sông nội lưu (sông Amu, sông Syr,...), sông ngoại lưu có sông Irtysh.                                                              |
| Hồ chằm       | Phần lớn là hồ nội lưu, phía tây tiếp giáp hồ nội lưu lớn nhất thế giới - Biển Caspi, trung bộ có Biển Aral, hồ Balkhash, hồ Alakol, hồ Issyk. |
| Địa hình      | Địa thế phía đông cao phía tây thấp, địa hình chủ yếu là đồng bằng và gò đồi.                                                                  |
| Khí hậu       | Phần lớn là khí hậu lục địa ôn đới, đông lạnh hè nóng, giáng thuỷ ít và hiếm, biên độ nhiệt theo năm và biên độ nhiệt theo ngày lớn.           |
| Thảm thực vật | Chủ yếu là thảo nguyên và hoang mạc. |

## Lịch sử
Mặc dù bước vào thời kì hoàng kim của chủ nghĩa phương Đông, địa vị của Trung Á trong lịch sử thế giới bị gạt ra ngoài lề, nhưng lịch sử đương đại đã phát hiện lại "địa vị trung tâm" của Trung Á. Các yếu tố chủ yếu ảnh hưởng lịch sử Trung Á là địa lí và khí hậu. Vì nguyên do khô hạn nên khu vực Trung Á không thuận lợi cho phát triển nông nghiệp trồng trọt, chỉ có thể dựa vào thuỷ lợi mà thuận lợi phát triển nông nghiệp tưới tiêu; hơn nữa do cách xa biển và đại dương nên đã ngăn cản lưu thông mậu dịch. Do đó, nhân khẩu tại khu vực Trung Á phân bố không đồng đều, được kiểm soát bởi sự cộng tồn giữa dân tộc nông canh và dân tộc du mục trong hàng nghìn năm qua.
Dân tộc du mục ở Trung Á xung đột liên tục không ngừng với dân tộc nông canh ở chung quanh trong một khoảng thời gian dài. Phương thức sinh hoạt của dân tộc du mục hiển nhiên thích hợp hơn với chiến tranh, các kị binh thảo nguyên lúc bấy giờ có thể nói là đơn vị quân sự lớn mạnh nhất trên thế giới, nhưng sức chiến đấu của họ thường thường bị yếu tố chia rẽ nội bộ ngăn cản. Con đường tơ lụa xuyên qua Trung Á thường sẽ thúc đẩy sự thống nhất nội tại của dân tộc du mục, từ đó sản sinh những lãnh tụ vĩ đại mang tính chu kì, để lãnh đạo thống nhất tất cả bộ lạc, hình thành một toán lực lượng hùng mạnh gần như không thể ngăn cản. Điều này đã xảy ra, chẳng hạn như người Hung cướp bóc châu Âu, Ngũ Hồ loạn Hoa và đế quốc Mông Cổ hầu như chinh phục cả lục địa Á - Âu.
Vào năm 750, tiết độ sứ An Tây của nhà Đường Cao Tiên Chi tiêu diệt Thạch quốc, khiến cho nhà Đường mở rộng thế lực ở Trung Á thậm chí đến khu vực Afghanistan. Sách "Lí luận về thế giới lưỡng cực" cho biết, giai đoạn từ sự hình thành của đế quốc Hung Nô vào năm 300 TCN cho đến sự diệt vong Đột Quyết vào năm 745, hình thái xã hội Trung Á đã thực hiện cải cách từ chế độ nông nô nửa phong kiến nửa bộ lạc sang chế độ nông nô phong kiến.
Vào thời kì tiền Hồi giáo hoá và thời kì đầu Hồi giáo hoá, dân tộc cư trú chủ yếu ở phía nam Trung Á nói các thứ tiếng thuộc ngữ chi Iran. Trong số các dân tộc định cư ở Iran vào thời cổ đại này, người Sogdia và người Khwarazm đóng vai trò trọng yếu; tuy nhiên, người Scythia cùng với người Massagetae và người Alan nổi dậy sau này đã chuyển qua cuộc sống bán du mục. Đến thế kỉ V, người Turk bắt đầu từ phía bắc Trung Á đi đến phía nam thảo nguyên, tiến vào khu vực canh nông ở phía nam, kiểu thiên di này một mạch liên tục đến thế kỉ X. Vào thế kỉ IX, vương triều Samanid do người Ba Tư thiết lập thống trị phần lớn Trung Á, đã thúc đẩy sự định cư hoá và Hồi giáo hoá của người Turk. Từ thế kỉ X đến giữa thế kỉ XIII, người Turk từng bước lớn mạnh, hầu như cả Trung Á đều trở thành lãnh thổ của vương triều Kara-Khanid, vương triều Ghaznavid và vương triều Seljuk do người Turk thiết lập, Trung Á đã mở đầu tiến trình Turk hoá. Sau đó, người Mông Cổ xâm nhập, phần lớn Trung Á đặt dưới sự kiểm soát của Hãn quốc Sát Hợp Đài. Giữa thế kỉ XIV, nhà quý tộc người Turk Thiếp Mộc Nhi lấy Samarkand ở Trung Á làm trung tâm, thiết lập đế quốc Timurid, đồng thời chinh phục bành trướng khắp chung quanh, lần lượt đánh bại Hãn quốc Kim Trướng, Sultan quốc Delhi, vương triều Mamluk và đế quốc Ottoman. Vào thế kỉ XV, dưới sự thống trị của vương triều Timurid, văn hoá và nghệ thuật Trung Á từng một lần phồn vinh. Sau này, người Uzbek ở phía bắc sông Syr đi đến phía nam, thiết lập lên Hãn quốc Bukhara, lật đổ sự thống trị của vương triều Timurid.
Đến cuối thế kỉ XVII, ưu thế của dân tộc du mục và dân tộc bán du mục tại Trung Á đã chấm dứt, sự phát triển quy mô lớn của vũ khí và sự cải tiến công nghệ quân sự khiến cho dân tộc định cư đã giành lấy quyền chi phối. Ba Tư, Sa Nga, nhà Thanh và các đế quốc hùng mạnh khác từng bước bành trướng, thế kỉ XVIII, phần lớn Trung Á trở thành phạm vi thế lực của Ba Tư, về sau có Sa Nga "hậu sinh khả uý", thông qua Chiến tranh Nga-Ba Tư lần thứ nhất và Chiến tranh Nga–Ba Tư lần thứ hai đã đánh bại Qajar Iran, đến cuối thế kỉ XIX, Sa Nga đã chiếm đóng phần lớn lãnh thổ Trung Á. Mông Cổ độc lập và dựng nước vào năm 1911, nhưng lại trở thành nước vệ tinh của Liên Xô. Afghanistan là một quốc gia chịu sự ảnh hưởng của Liên Xô sâu sắc, đồng thời bị quân Liên Xô xâm lược vào năm 1979.
Khu vực Trung Á do Liên Xô kiểm soát đã khai triển tiến trình công nghiệp hoá và đô thị hoá, nhưng đồng thời cũng đi kèm đàn áp văn hoá địa phương, và để lại vấn đề môi trường. Hàng trăm nghìn cư dân Trung Á bỏ mạng trong phong trào tập thể hoá nông nghiệp, do đó đã hình thành căng thẳng quan hệ giữa các sắc tộc trong khoảng thời gian dài. Ngoài ra, chính sách của Liên Xô về sắp đặt chỗ ở dành cho các sắc tộc đã đem hàng triệu người di dời vào Tây Siberia và Trung Á, có lúc thậm chí là sự thiên di của cả dân tộc. Theo sách Central Asia and the Caucasus: Transnationalism and Diaspora do Touraj Atabaki và Sanjyot Mehendale xuất bản vào năm 2004, khoảng thời gian từ năm 1959 đến năm 1970, có hai triệu người đến từ các nơi Liên Xô bị chuyển vào Trung Á, trong đó một triệu người đi vào Kazakhstan.
Sau khi Liên Xô tan rã, năm nước Trung Á giành được độc lập. Tuy nhiên, thời kì đầu sau khi độc lập, các quan chức xuất thân từ đảng Cộng sản Liên Xô vẫn nắm giữ quyền lực như cũ, bất kì một quốc gia nào trong chúng đều khó có đủ tư cách là một quốc gia dân tộc. Tuy ở Kyrgyzstan và Kazakhstan và Mông Cổ, chính phủ đã chọn lấy một số chính sách khai sáng, nhưng ở Uzbekistan, Tajikistan và Turkmenistan, chính phủ vẫn duy trì thể chế Xô-viết như xưa.

## Dân cư

Bản đồ sắc tộc tại Trung Á.
White areas are thinly-populated semi-desert.
Các khu vực màu trắng là vùng thưa dân cư hay vùng thảo nguyên. Ba dòng hướng tây bắc là sông Oxus và sông Jaxartes chảy từ vùng núi phía đông vào biển Aral và ở phía nam là sườn bắc được tưới tiêu của dãy núi Kopet Dagh.

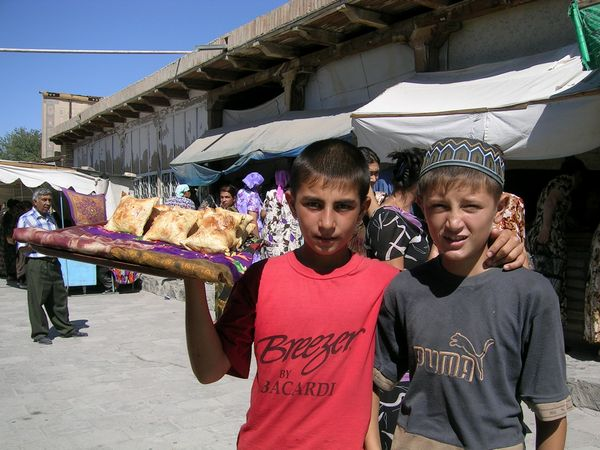
Thanh niên Người Uzbek tại Samarkand, Uzbekistan

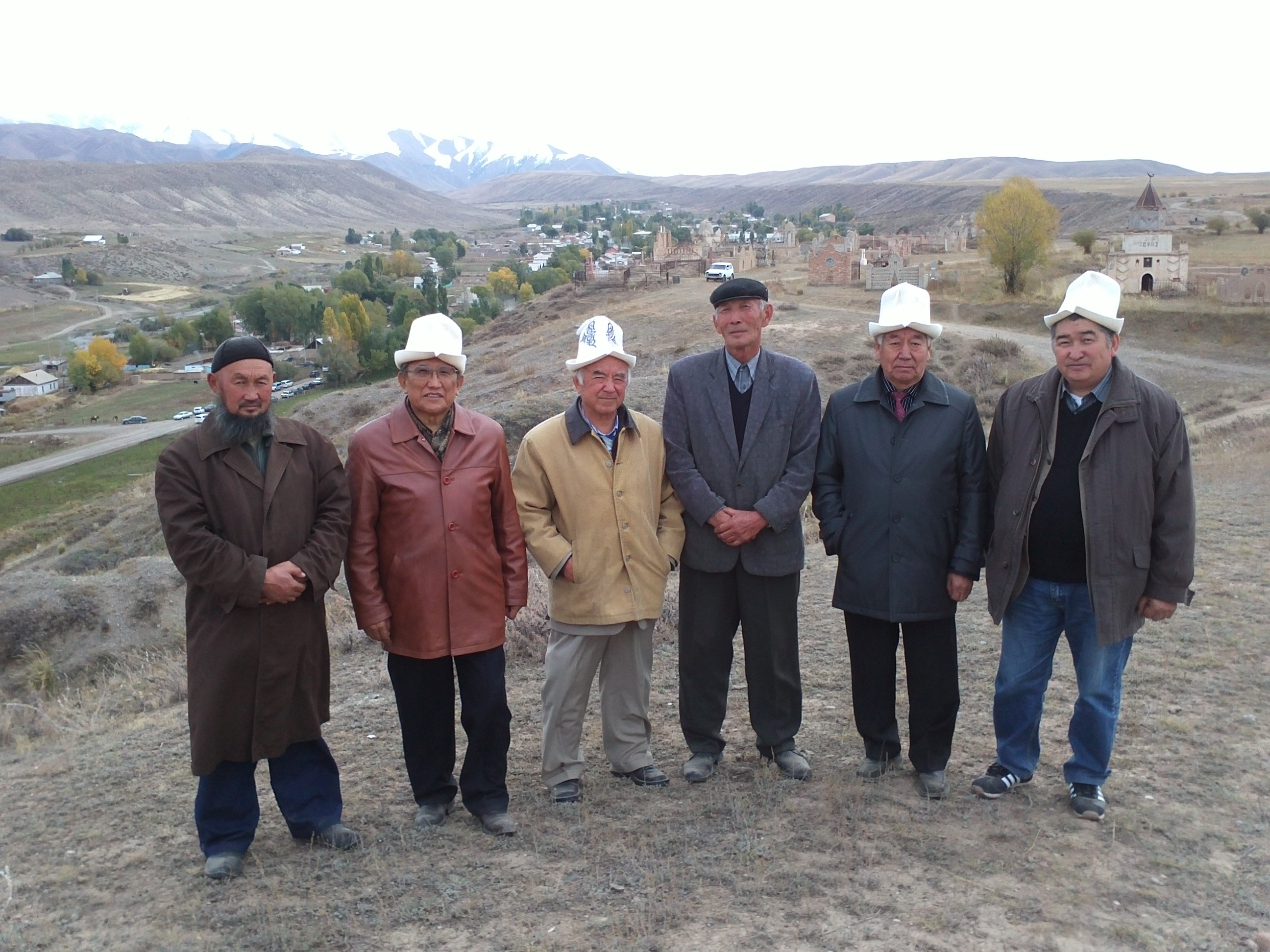
Người Kyrgyz tại Naryn, Kyrgyzstan

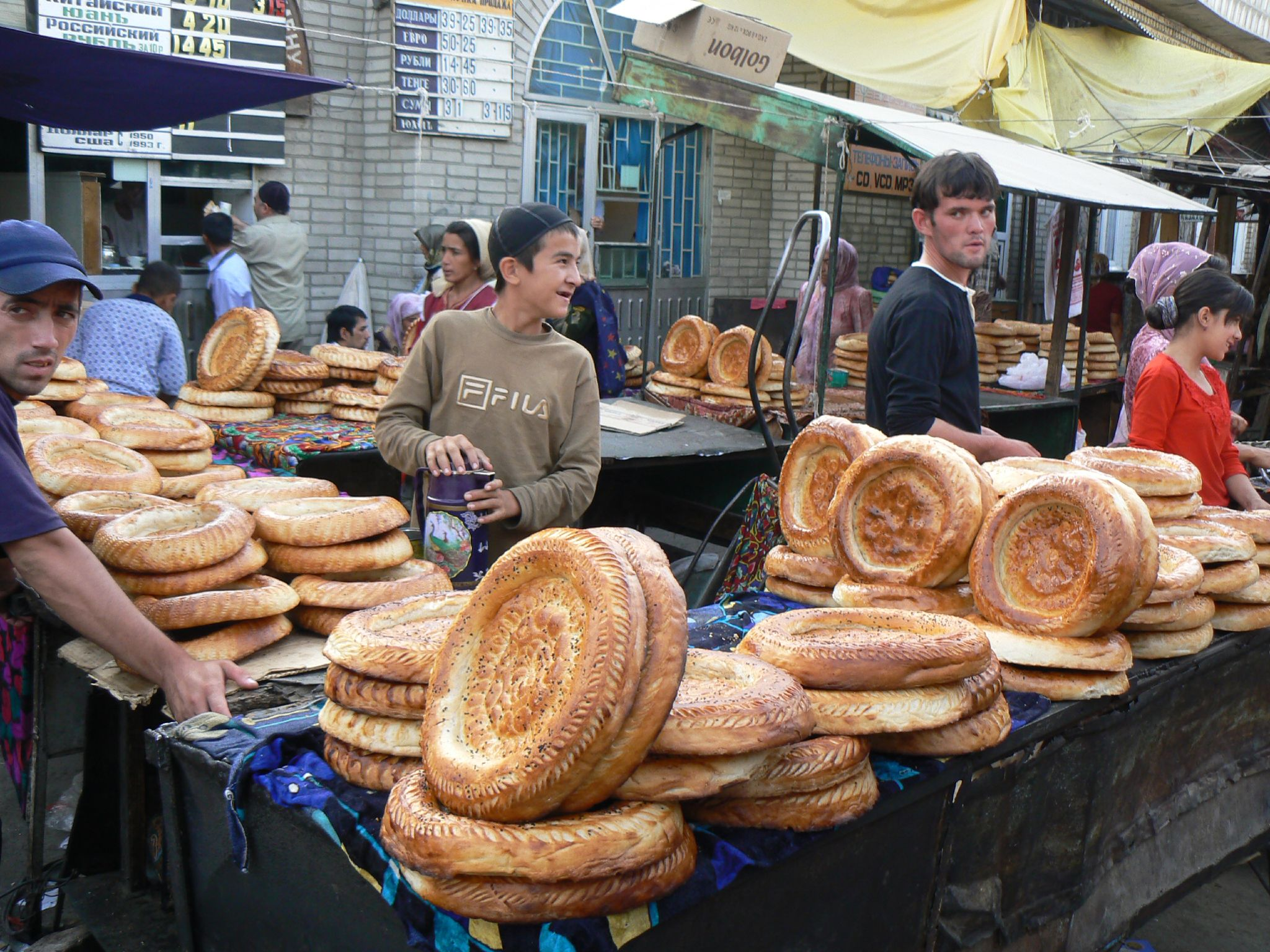
Người Uzbek tại Osh, Kyrgyzstan

Theo định nghĩa rộng bao gồm cả Mông Cổ và Afghanistan, hơn 75 triệu người sống ở Trung Á, chiếm khoảng 1,5% tổng dân số châu Á. Trong số các khu vực của Châu Á, chỉ Bắc Á có ít người hơn. Nó có mật độ dân số 9 người/km, thấp hơn rất nhiều so với 80,5 người/km của toàn lục địa.

### Ngôn ngữ
Ngôn ngữ của phần lớn cư dân của các nước Cộng hòa Trung Á thuộc Liên Xô cũ thuộc nhóm ngôn ngữ Turkic. Turkmen, chủ yếu được nói ở Turkmenistan, và là ngôn ngữ thiểu số ở Afghanistan, Nga, Iran và Thổ Nhĩ Kỳ. Tiếng Kazakh và Tiếng Kyrgyz là các ngôn ngữ có liên quan của nhóm Tiếng Karakalpak các ngôn ngữ Turkic và được sử dụng khắp Kazakhstan, Kyrgyzstan, và là ngôn ngữ thiểu số ở Tajikistan, Afghanistan và Tân Cương. Tiếng Uzbek và Tiếng Uyghur được nói ở Uzbekistan, Tajikistan, Kyrgyzstan, Afghanistan và Tân Cương.
Ngữ hệ Turk có thể thuộc về một họ Ngữ hệ Altai lớn hơn, nhưng bao gồm tiếng Mông Cổ. Tiếng Mông Cổ được nói khắp Mông Cổ và Buryatia, Kalmykia, Nội Mông và Tân Cương và Ngữ hệ Tungus.
Tiếng Nga, cũng như được khoảng sáu triệu người Người Nga và Người Ukraina ở Trung Á nói, là trên thực tế lingua franca trên khắp các nước Cộng hòa Trung Á thuộc Liên Xô cũ.
Các ngôn ngữ Trung Iran đã từng được sử dụng khắp Trung Á, chẳng hạn như Tiếng Sogdia, Khwarezmia, Bactria và Scythia, hiện đã tuyệt chủng và thuộc họ Đông Iran. Tiếng Đông Iran tiếng Pashto vẫn được nói ở Afghanistan và tây bắc Pakistan. Các ngôn ngữ miền Đông Iran phụ khác như Shughni, Munji, Ishkashim, Sarikoi, Wakhi, Yaghnobi và Ossetia cũng được nói ở nhiều nơi khác nhau ở Trung Á. Nhiều loại Ba Tư cũng được sử dụng như một ngôn ngữ chính trong khu vực, được biết đến ở địa phương là Dari (ở Afghanistan), Tajik (ở Tajikistan và Uzbekistan), và Bukhori (bởi Người Do Thái Bukharan ở Trung Á).
Tiếng Tochari, một nhóm ngôn ngữ Ấn-Âu, từng là chủ yếu ở các ốc đảo ở rìa phía bắc của Tarim Basin của Tân Cương, hiện đã tuyệt chủng.
Tiếng Dardic, chẳng hạn như Shina, Kashmir, Pashayi và Khowar, cũng được nói ở phương đông Afghanistan, Gilgit-Baltistan và Khyber Pakhtunkhwa của Pakistan và lãnh thổ tranh chấp của Kashmir. Tiếng Triều Tiên được nói bởi thiểu số Người Koryo-saram, chủ yếu ở Kazakhstan, Kyrgyzstan và Uzbekistan.

### Tôn giáo
Hồi giáo là tôn giáo phổ biến nhất ở các nước Trung Á, Afghanistan, Tân Cương và các vùng ngoại vi phía tây, chẳng hạn như Bashkortostan. Hầu hết người Hồi giáo Trung Á là Sunni, mặc dù có một số dân tộc thiểu số Shia khá lớn ở Afghanistan và Tajikistan.
Phật giáo và Hoả giáo là những tín ngưỡng chính ở Trung Á trước khi Hồi giáo xuất hiện. Ảnh hưởng của Hoả giáo ngày nay vẫn còn được cảm nhận trong các lễ kỷ niệm như Nowruz, được tổ chức ở tất cả năm quốc gia Trung Á.
Phật giáo là một tôn giáo nổi bật ở Trung Á trước khi Hồi giáo xuất hiện, và dọc theo con đường tơ lụa cuối cùng đã đưa tôn giáo này đến Trung Quốc. Trong số Người Turkic, Tengri giáo là hình thức tôn giáo hàng đầu trước khi Hồi giáo tấn công. Phật giáo Tây Tạng phổ biến nhất ở Tây Tạng, Mông Cổ, Ladakh, và các vùng phía nam của Nga ở Siberia.
Hình thức Cơ đốc giáo được thực hành nhiều nhất trong khu vực trong những thế kỷ trước là Nestorianism, nhưng hiện nay giáo phái lớn nhất là Giáo hội Chính thống Nga, với nhiều thành viên ở Kazakhstan, nơi có khoảng 25% dân số 19 triệu người theo đạo Thiên chúa, 17% ở Uzbekistan và 5% ở Kyrgyzstan.
Người Do Thái Bukharan đã từng là một cộng đồng lớn ở Uzbekistan và Tajikistan, nhưng gần như tất cả đều đã di cư kể từ khi Liên Xô giải thể.
Ở Siberia, các thực hành Shaman vẫn tồn tại, bao gồm các hình thức bói toán chẳng hạn như Kumalak.
Tiếp xúc và di cư với Hán từ Trung Quốc đã đưa Nho giáo, Đạo giáo, Phật giáo Đại thừa, và các tín ngưỡng dân gian Trung Quốc vào vùng miền, quốc gia.

### Dữ liệu thống kê
| Quốc gia     | Dân số (2021) | Ngôn ngữ                                                                       | Tôn giáo                   | Sắc tộc                                                      | Đơn vị tiền tệ     |
| ------------ | ------------- | ------------------------------------------------------------------------------ | -------------------------- | ------------------------------------------------------------ | ------------------ |
| Kazakhstan   | 18,780,000    | Kazakh, Nga, Uzbek                                                             | Hồi giáo, Chính thống giáo | Kazakh, Nga, Uzbek, Uyghur, Tatar, Đức, Ukraina, Khác        | Tenge Kazakhstan   |
| Kyrgyzstan   | 6,540,000     | Kyrgyz, Uzbek, Nga                                                             | Hồi giáo                   | Kyrgyz, Uzbek, Nga, Dungan, Khác                             | Som Kyrgyzstan     |
| Tajikistan   | 9,300,000     | Tajik, Uzbek, Nga                                                              | Hồi giáo                   | Tajik, Uzbek, Nga và Khác                                    | Somoni Tajikistan  |
| Turkmenistan | 5,900,000     | Turkmen, Nga, Uzbek, Azerbaijan                                                | Hồi giáo                   | Turkmen, Nga, Uzbek, Azeri                                   | Manat Turkmenistan |
| Uzbekistan   | 33,140,000    | Uzbek, Tiếng Nga, Tajik                                                        | Hồi giáo                   | Uzbek, Nga, Kazakh, Tajik, Karakalpak, Tatar.                | Som Uzbekistan     |
| Tổng cộng    | 73.660.000    | Tiếng Uzbek, Tiếng Kazakh, Tiếng Tajik, Tiếng Kyrgyz, Tiếng Turkmen, Tiếng Nga | Hồi giáo                   | Người Uzbek, Kazakh, Tajik, Kyrgyz, Turkmen, Karakalpak, Nga |                    |

## Khí hậu

Bản đồ khí hậu Trung Á theo Phân loại khí hậu Köppen.

Bởi vì Trung Á không được đệm bởi một khối nước lớn nên sự dao động nhiệt độ thường rất nghiêm trọng, ngoại trừ những tháng mùa hè nắng nóng. Ở hầu hết các khu vực, khí hậu khô và lục địa, với mùa hè nóng và mùa đông mát đến lạnh, thỉnh thoảng có tuyết rơi. Bên ngoài các khu vực có độ cao lớn, khí hậu chủ yếu là bán khô hạn đến khô hạn. Ở những nơi có độ cao thấp hơn, mùa hè nóng nực với ánh nắng chói chang. Mùa đông thỉnh thoảng có mưa và hoặc tuyết từ các hệ thống áp suất thấp băng qua khu vực từ Biển Địa Trung Hải. Lượng mưa trung bình hàng tháng cực kỳ thấp từ tháng 7 đến tháng 9, tăng vào mùa thu (tháng 10 và tháng 11) và cao nhất vào tháng 3 hoặc tháng 4, sau đó là khô nhanh vào tháng 5 và tháng 6. Gió có thể mạnh, đôi khi tạo ra bão bụi, đặc biệt là vào cuối mùa khô trong tháng 9 và tháng 10. Các thành phố cụ thể tiêu biểu cho các kiểu khí hậu Trung Á bao gồm Tashkent và Samarkand, Uzbekistan, Ashgabat, Turkmenistan và Dushanbe, Tajikistan, thành phố cuối cùng đại diện cho một trong những vùng khí hậu ẩm ướt nhất ở Trung Á, với lượng mưa trung bình hàng năm 500-600mm (20-24 inch).
Vùng đất của Trung Á là Vùng thảo nguyên và núi tuyết.
Về mặt địa lý sinh học, Trung Á là một phần của Palearctic. Quần xã sinh vật lớn nhất ở Trung Á là quần xã sinh vật đồng cỏ ôn đới và cây bụi. Trung Á cũng có quần xã sinh vật đồng cỏ trên núi và trảng cây bụi, trảng cây bụi xeric, rừng lá kim ôn đới.

## Giáo dục

Các nước Trung Á

Cơ sở giáo dục đại học danh tiếng nhất tại các quốc gia Trung Á.
| STT | Quốc gia     | Trường đại học                                            | Trụ sở chính]] |
| --- | ------------ | --------------------------------------------------------- | -------------- |
| 1   | Kazakhstan   | Đại học Quốc gia Kazakh Al-Farabi                         | Almaty         |
| 2   | Uzbekistan   | Đại học Quốc gia Uzbekistan                               | Tashkent       |
| 3   | Turkmenistan | Đại học Tổng hợp Turkmenistan                             | Ashgabat       |
| 4   | Tajikistan   | Đại học Tổng hợp Luật, Kinh doanh và Chính trị Tajikistan | Dushanbe       |
| 5   | Kyrgyzstan   | Đại học Quốc gia Kirgyzstan                               | Bishkek        |

## Cơ quan lập pháp
Cơ quan lập pháp tại các quốc gia Trung Á tập trung theo hai hệ thống, đơn viện gồm các quốc gia Turkmenistan và Kyrgyzstan, lưỡng viện gồm các quốc gia Kazakhstan, Uzbekistan và Tajikistan.Quốc hội Uzbekistan được xem là quốc hội có nhiều thành viên nhất tại Trung Á,với 250 thành viên.Quốc hội của Tajikistan có ít thành viên nhất,chỉ có 96 nghị sĩ. 
| STT | Quốc gia     | Tổng số ghế | Số ghế tại thượng viện | Số ghế tại hạ viện | Tuổi bầu cử     | Đứng đầu Quốc hội                              | Nhiệm kỳ                                   |
| --- | ------------ | ----------- | ---------------------- | ------------------ | --------------- | ---------------------------------------------- | ------------------------------------------ |
| 1   | Kazakhstan   | 124 ghế     | 47 ghế                 | 77 ghế             | 18 tuổi trở lên | Chủ tịch Thượng viện và Phát ngôn viên Hạ viện | 6 năm tại Thượng viện và 5 năm tại Hạ viện |
| 2   | Uzbekistan   | 250 ghế     | 100 ghế                | 150 ghế            | 18 tuổi trở lên | Chủ tịch Thượng viện và Chủ tịch Hạ viện       | 5 năm tại Thượng viện và 5 năm tại Hạ viện |
| 3   | Tajikistan   | 96 ghế      | 33 ghế                 | 63 ghế             | 18 tuổi trở lên | Chủ tịch Thượng viện và Chủ tịch Hạ viện       | 5 năm tại Thượng viện và 5 năm tại Hạ viện |
| 4   | Turkmenistan | 125 ghế     | Không chia viện        | Không chia viện    | 18 tuổi trở lên | Chủ tịch Quốc hội                              | 5 năm                                      |
| 5   | Kyrgyzstan   | 120 ghế     | Không chia viện        | Không chia viện    | 18 tuổi trở lên | Chủ tịch Quốc hội                              | 5 năm                                      |

## Các tôn giáo chính
Những tôn giáo chính tại vùng Trung Á gồm có, theo thứ tự số: 
- Hồi giáo (nhất là giáo phái Sunni và giáo phái Sufi),
- Phật giáo (hầu hết là phái Mật tông; hay Phật giáo Tây Tạng),
- và Cơ Đốc giáo (còn gọi là "Thiên chúa giáo"; hầu hết là phái Chính thống).

## Các nước Cộng hòa Trung Á
Các nước Cộng hòa Trung Á là năm nước nằm tại khu vực Trung Á trước đây thuộc Liên Xô, bao gồm:
- Kazakhstan
- Kyrgyzstan
- Tajikistan
- Turkmenistan
- Uzbekistan

Ngoài ra, Afghanistan cũng được nhiều ý kiến xem là một quốc gia thuộc khu vực này, bởi vì nó có nhiều điểm tương đồng với các quốc gia còn lại trên nhiều phương diện: xét về mặt địa lý, đây là một quốc gia nội lục không tiếp giáp với đại dương ở châu Á, trong khi các quốc gia còn lại đều có đặc điểm này; còn xét về mặt văn hóa-tôn giáo, Hồi giáo (vốn là tôn giáo chiếm đa số trong thành phần dân cư của tất cả các quốc gia ở Trung Á) chiếm 99,7% tổng dân số Afghanistan, và là quốc giáo của đất nước. Tuy nhiên, nhiều ý kiến, nguồn thông tin thường xếp đây là một nước thuộc Tây Á hay Nam Á hơn, bởi vì trong lịch sử, khác với những quốc gia còn lại, quốc gia này chưa bao giờ là một bộ phận chinh thức của Đế quốc Nga hay Liên Xô.